# Уралы
Ура́лы — село в Большеуковском районе Омской области России, административный центр Уралинского сельского поселения.

## История
Селение заведено в 1776 году в составе слободы Аёвской Тарского воеводства.
В 1782 году вошла в Рыбинскую волость Тарского уезда. Деревня входила в Фирстовское сельское общество.
В 1860-х годах возводится деревянная часовня.
На 1868 год имелось 37 дворов и 264 человека. Находилась при речке Аёв.
На 1893 год имелось 516 десятин удобной земли в пользовании селения (4,5 десятин на 1 двор), 115 крестьянских двора и 376 человек.
В 1897 году в деревне проживало 574 человека из них 570 православные.
На 1895 год население занималось производством лыка, мочала.
На 1903 год имелась школа грамоты, водяная мельница. Располагалась при речке Аёв на просёлочной дороге.
1 июля 1906 года деревня вошла в состав образованного самостоятельного Уралинского сельского общества.
На 1909 год имелась школа грамоты, хлебо-запасный магазин, 3 торговые лавки, водяная мельница, ветряная мельница, 2 кузницы, пожарный сарай.
На 1912 год имелась мелочная лавка.
На 1913 год проживал 671 человек православный.
На 1926 год имелся сельский совет, школа.
На 1991 год деревня являлась центром колхоза «Пламя».

## Инфраструктура
На 2011 год имелся СПК «Уралы», библиотека.

## Население
- 1795 — 51 человек (27 м — 24 ж);
- 1868—264 человека (152 м — 112 ж);
- 1893—376 человек (182 м — 194 ж);
- 1897—574 человека (287 м — 287 ж);
- 1903—491 человек (250 м — 241 ж);
- 1909—514 человека (260 м — 254 ж);
- 1912—614 человека православных;
- 1913—671 человек (319 м — 352 ж);
- 1926—842 человека (400 м — 442 ж).

| 1926 | 2002 | 2010 | 2011 | 2012 | 2013 | 2014 |
| ---- | ---- | ---- | ---- | ---- | ---- | ---- |
| 842  | ↘422 | ↘350 | ↘349 | ↘348 | ↗352 | ↘343 |
| 2015 | 2016 | 2017 | 2018 | 2019 | 2020 | 2021 |
| ↘338 | ↘326 | ↘317 | ↗325 | ↘313 | ↘300 | ↘270 |
| 2023 |      |      |      |      |      |      |
| ↗278 |      |      |      |      |      |      |